# СС Франс (1910)
СС Франс (SS France) је био француски прекоокеански брод изграђен 1912. Своје прво путовање је одржао 20. априла 1912 (само 5 дана након што је несрећни Титаник потонуо). Франс је путовао из луке Авр у Француској за Њујорк. Своје последње путовање одржао је 1935 од Авра до Њујорка. Изрезан је у старо гвожђе 1936 у Денкерку. Франс је за време своје злужбе био један од најлуксузнијих бродова на свету због тога што је прелазио сваке мере, границе луксузности.